# Japan (近藤真彦のアルバム)
『Japan』（ジャパン）は、近藤真彦の11枚目のオリジナル・アルバム。1988年11月2日に発売された。発売元はCBS/SONY RECORDS。

## 概要
『FOR YOU 抱擁』から1年ぶりの新作。
LPが発売された最後の作品。
初回プレスCDはデジパック仕様。
CBS・ソニーから発売されたオリジナル・アルバムで、初めてシングル曲が収録された。

## 収録曲
1. Made in Japan（Re-Mix Long Version）
  - 作詞：松本隆／作曲：筒美京平／編曲：Mark Davis
2. 5年たったら
  - 作詞：康珍化／作曲：筒美京平／編曲：大谷和夫
3. AISU
  - 作詞：伊達歩／作曲・編曲：高橋研
4. RIVER
  - 作詞：売野雅勇／作曲：鈴木キサブロー／編曲：椎名和夫
5. DANCIN'BABE
  - 作詞：伊達歩／作曲：井上堯之／編曲：戸塚修
6. BLUE JEAN BLUES
  - 作詞・作曲・編曲：都志見隆
7. 砂の恋人
  - 作詞・作曲・編曲：高橋研
8. プリズナー
  - 作詞・作曲：高橋研／編曲：岡田徹
9. KISS
  - 作詞：松本隆／作曲：筒美京平／編曲：清水信之
10. 涙よとまれ
  - 作詞：康珍化／作曲：筒美京平／編曲：戸塚修